# Л'Отельрі-де-Фле
Л'Отельрі́-де-Фле (фр. L'Hôtellerie-de-Flée) — колишній муніципалітет у Франції, у регіоні Пеї-де-ла-Луар, департамент Мен і Луара. Населення — 495 осіб (2011).
Муніципалітет був розташований на відстані близько 270 км на південний захід від Парижа, 80 км на північний схід від Нанта, 40 км на північний захід від Анже.

## Історія
15 грудня 2016 року Л'Отельрі-де-Фле, Авіре, Ле-Бур-д'Іре, Ла-Шапель-сюр-Удон, Шатле, Ла-Ферр'єр-де-Фле, Лувен, Маран, Монгійон, Нуаян-ла-Гравуаєр, Ніуазо, Сент-Жемм-д'Андіньє, Сен-Мартен-дю-Буа, Сен-Совер-де-Фле i Сегре було об'єднано в новий муніципалітет Сегре-ан-Анжу-Бле.

## Демографія
Динаміка населення (INSEE ):
Розподіл населення за віком та статтю (2006):
| Стать | Всього | До 15 років | 15-24 | 25-44 | 45-64 | 65-85 | Понад 85 |
| --- | ------ | ----------- | ----- | ----- | ----- | ----- | -------- |
| Чоловіки | 200    | 49          | 31    | 60    | 41    | 19    | 0        |
| Жінки | 243    | 75          | 23    | 80    | 30    | 27    | 8        |
| \| Статево-вікова піраміда \| Статево-вікова піраміда \| Статево-вікова піраміда \| \| ----------------------- \| ----------------------- \| ----------------------- \| \| Чоловіки \| Вік \| Жінки \| \| 0 \| 85 + \| 8 \| \| 4 \| 80-84 \| 0 \| \| 11 \| 75-79 \| 15 \| \| 4 \| 70-74 \| 8 \| \| 0 \| 65-69 \| 4 \| \| 11 \| 60-64 \| 4 \| \| 11 \| 55-59 \| 11 \| \| 8 \| 50-54 \| 4 \| \| 11 \| 45-49 \| 11 \| \| 11 \| 40-44 \| 34 \| \| 34 \| 35-39 \| 15 \| \| 11 \| 30-34 \| 27 \| \| 4 \| 25-29 \| 4 \| \| 23 \| 20-24 \| 19 \| \| 8 \| 15-20 \| 4 \| \| 19 \| 10-14 \| 11 \| \| 15 \| 5-9 \| 30 \| \| 15 \| 0-4 \| 34 \| |        |             |       |       |       |       |          |
| Статево-вікова піраміда |        |             |       |       |       |       |          |
| Чоловіки | Вік    | Жінки       |       |       |       |       |          |
| 0 | 85 +   | 8           |       |       |       |       |          |
| 4 | 80-84  | 0           |       |       |       |       |          |
| 11 | 75-79  | 15          |       |       |       |       |          |
| 4 | 70-74  | 8           |       |       |       |       |          |
| 0 | 65-69  | 4           |       |       |       |       |          |
| 11 | 60-64  | 4           |       |       |       |       |          |
| 11 | 55-59  | 11          |       |       |       |       |          |
| 8 | 50-54  | 4           |       |       |       |       |          |
| 11 | 45-49  | 11          |       |       |       |       |          |
| 11 | 40-44  | 34          |       |       |       |       |          |
| 34 | 35-39  | 15          |       |       |       |       |          |
| 11 | 30-34  | 27          |       |       |       |       |          |
| 4 | 25-29  | 4           |       |       |       |       |          |
| 23 | 20-24  | 19          |       |       |       |       |          |
| 8 | 15-20  | 4           |       |       |       |       |          |
| 19 | 10-14  | 11          |       |       |       |       |          |
| 15 | 5-9    | 30          |       |       |       |       |          |
| 15 | 0-4    | 34          |       |       |       |       |          |

## Економіка
2010 року серед 308 осіб працездатного віку (15—64 років) 246 були активними, 62 — неактивними (показник активності 79,9%, у 1999 році було 75,7%). З 246 активних мешканців працювало 235 осіб (126 чоловіків та 109 жінок), безробітними було 11 (3 чоловіки та 8 жінок). Серед 62 неактивних 23 особи були учнями чи студентами, 30 — пенсіонерами, 9 були неактивними з інших причин.

У 2010 році в муніципалітеті числилось 173 оподатковані домогосподарства, у яких проживали 508,0 особи, медіана доходів виносила 17 305 євро на одного особоспоживача